# Плем'я Рогате серце
Плем'я Рогате серце (пол. Szczep Rogate Serce) — польська група художників, заснована в 1929 скульптором Станіславом Шукальським, естетичним спрямуванням якої був пошук натхнення в культурі древніх слов'ян. Група мала девіз «Любити і боротися». Проіснувала до 1936 року, відзначившись організацією численних виставок у Польщі, публікацією статей у національних журналах, випуском листівок з репродукціями його робіт, і роботою власного органу друку — Лист Krak. До групи належав також художник і скульптор Альберт Боратинський з Ригліце. Члени гуртку брали псевдоніми слов'янського звучання. Діяльність товариства мала значний вплив також на творчість Юзефа Гославського.